# Левашёв, Юрий Николаевич
Юрий Николаевич Левашёв (24 мая 1939, Ростов-на-Дону — 13 ноября 2016, Санкт-Петербург) — советский и российский фтизиопульмонолог, доктор медицинских наук, профессор, член-корреспондент РАН, заслуженный деятель науки Российской Федерации.

## Биография
В 1962 г. окончил Ростовский медицинский институт (1962), по направлению работал хирургом в Ростовской области.
В 1968 г. окончил аспирантуру при Ленинградском институте переливания крови. В 1968 г. под руководством академика А. Н. Филатова защитил кандидатскую диссертацию на тему «Сравнительная оценка диагностических методов исследования при посттромбофлебическом синдроме нижних конечностей».
В 1968—1999 гг. работал во Всесоюзном научно-исследовательском институте пульмонологии Министерства здравоохранения СССР/РФ (впоследствии — НИИ пульмонологии Санкт-Петербургского государственного медицинского университета им. академика И. П. Павлова) в должностях от младшего научного сотрудника до заместителя директора по научной и лечебной работе.
В 1979 г. защитил докторскую диссертацию на тему «Кистозная гипоплазия легких (патогенез, диагностика и хирургическое лечение)».
В 1999—2009 гг. — директор Санкт-Петербургского НИИ фтизиопульмонологии Министерства здравоохрарения и социального развития России, заведующий кафедрой фтизиатрии Санкт-Петербургской медицинской академии последипломного образования.
Автор 20 монографий и руководств, посвященных торакальной хирургии, пульмонологии и фтизиатрии, 12 изобретений в области медицины. Под его научным руководством подготовлено и защищено 12 докторских и 32 кандидатских диссертаций.
Член-корреспондент РАМН (2004), в результате реформы государственных академий наук с 2014 года являлся членом-корреспондентом РАН. Также состоял в Европейской ассоциации кардио-торакальных хирургов, Европейской ассоциации респираторных заболеваний. Был председателем Тематической рабочей группы «Диагностика и лечение внелегочного туберкулеза» в составе Рабочей группы Высокого уровня по туберкулезу ВОЗ в Российской Федерации.

## Научная деятельность
Один из основоположников основой современной торакальной хирургии.
Установил роль анаэробной инфекции и предложил количественную оценку тяжести клинического статуса больных при деструктивных процессах (гангрена легких и др.), что позволило достигнуть двукратного снижения послеоперационной летальности. Выступил создателем классификации пороков развития легких, разработал реконструктивно-пластические операции (циркулярные и клиновидные) при опухолевых и рубцовых стенозах трахеи и бронхов.
Под его руководством впервые в Советском Союзе была выполнена родственная трансплантация доли матери ребенку с диссеминированным процессом и дыхательной недостаточностью, а также пересадки легких больным с эмфиземой. Впервые в мире в 1990 г. им была выполнена успешная аллотрансплантация всего грудного отдела трахеи с оментопластикой со сроком наблюдения более 10 лет.
Являлся инициатором внедрения видеоторакоскопических операций во фтизиохирургии.

## Награды и звания
Заслуженный деятель науки Российской Федерации (2001).